# Jauhojärvi (sjö i Suonenjoki, Norra Savolax)
Jauhojärvi är en sjö i kommunen Suonenjoki i landskapet Norra Savolax i Finland. Den är 9,1 meter djup. Arean är 46 hektar och strandlinjen är 3,09 kilometer lång. Sjön  ingår i Kymmene älvs huvudavrinningsområde.   Den ligger omkring 43 kilometer sydväst om Kuopio och omkring 290 kilometer norr om Helsingfors. 